# Добар, лош, зао
Добар, лош, зао (енгл. The Good, the Bad and the Ugly; итал. Il buono, il brutto, il cattivo), у југословенским биоскопима објављен под насловом Добар, ружан, рђав, италијански је вестерн из 1966. који је режирао Серђо Леоне, са Клинтом Иствудом, Илајом Волаком и Лијем Ван Клифом у главним улогама. Сценарио су написали Ађе и Скарпели (Ађеноре Инкрочи и Фурио Скарпели), Лучано Винченцони и сам Леоне, док је музику за филм компоновао Енио Мориконе. Ово је трећи дио Леонеове трилогије о Човјеку без имена, којег, као и у прва два филма (За шаку долара и За долар више) глуми Клинт Иствуд. Филм говори о тројици револвераша који трагају за закопаним златом војске Конфедерације у хаосу обрачуна, вјешања, Грађанског рата и затвореничког логора. У Италији је премијерно приказан 23. децембра 1966, а у САД 29. децембра 1967. Филм је у САД зарадио око 25 милиона долара. Добар, лош, зао је у европским биоскопима најављиван ка најбољи представник вестерн жанра, а Квентин Тарантино је за филм рекао да је „најбоље режирани филм свих времена“.

## Радња
Филм говори о тројици мушкараца који траже, сваки ометајући друга два, податке о локацији гдје је закопан новац војске Конфедерације за вријеме Америчког грађанског рата. Први лик који се појављује у филму је Туко (Зао; пуног имена Туко Бенедикто Пасифико Хуан Марија Рамирез; глуми га Илај Волак), за којим је расписана потјерница са наградом због разних злочина. Туко је у партнерству са Блондијем (Добар; глуми га Клинт Иствуд), који га доводи шерифу и узима награду, а затим га у посљедњем тренутку спасава од вешања. У међувремену, трећи човек, са надимком Анђеоске Очи (Лош; глуми га Ли Ван Клиф), сазнаје о скривеном ковчегу злата, који је у рукама војника Конфедерације, Била Карсона, па креће за њим.
Када Блондију коначно досади партнерство са Туком, он га оставља у пустињи без воде. Туко успијева да преживи и одлучује да се освети бившем партнеру. Нашавши Блондија, натјера га да пјешачи кроз пустињу Новог Мексика. Прије него што су је прешли, наилазе на одбјеглу кочију пуну мртвих јужњачких војника. Бил Карсон, човјек који зна гдје је скривено злато, умирући од жеђи, каже Туку да ће му открити локацију ако му донесе воде. Док Туко иде по воду, Карсон тренутак прије смрти открива Блондију име гроба у којем је закопано благо.
Обучени у униформе мртвих војника, Туко и исцрпљени Блонди стижу у оближњи католички манастир који води Туков брат свештеник. Док се Блонди опоравља, Туко и његов брат Пабло (глуми га Луиђи Пистили) се свађају око Тукових животних грешака. Напустивши манастир, двојицу мушкараца, још обучених у војничке униформе, хапсе војници Уније и одводе их у заробљенички логор. Анђеоске Очи је слиједио траг Била Карсона и представио се у логору као официр Уније. Заједно са својим колегом Воласом пребија и мучи Тука не би ли овај открио име гробља. Кад Анђеоске Очи схвати да једино Блонди зна у којем се гробу налази благо, он мења тактику. Нуди му партнерство, и заједно с пет или шест других убица, полази у потрагу за благом. Туко бјежи из воза којим је требало да буде пребачен из логора и убија Воласа. У најближем граду, Туко наилази на ловца на уцјене (глуми га Ал Малок) којег је ранио на почетку филма, а који га тражи да се освети. Док Туко убија ловца, Блонди, који се налази у истом граду с Анђеоским Очима, препознаје звук Тукова пиштоља, проналази га, након чега њих двојица обнављају старо партнерство. Заједно убијају банду убица, али им измиче Анђеоске Очи.
Туко и Блонди наилазе на борбу која се води између војски Уније и Конфедерације око моста чија је стратешка важност под знаком питања. Како је гробље које траже на другој страни моста, одлучују га уништити и натјерати војнике да се боре негдје другдје. Док постављају динамит, Туко открива да се гробље које траже зове „Брдо туге“, а Блонди да је име које траже „Арч Стентон“.
С друге стране ријеке, Туко бјежи од Блондија на коњу и коначно налази оближње гробље. Туко почиње тражити гроб Арча Стентона. Коначно га налази, али прије него што је почео копати, долази Блонди и прислања му пиштољ на чело, а њему самом пиштољ прислања Анђеоске Очи, који их је коначно нашао. Међутим, Блонди открива како је у гробу Арч Стентона само костур. Блонди тада одлази са њима двојицом на пусто средиште гробља. На камену напише право име гроба и поставља га у средину амфитеатра.
Гробље Брдо Туге је место коначног обрачуна. У коначном обрачуну тројице мушкараца, Блонди убија Анђеоске Очи, а Туко схвата како му је пиштољ празан, јер га је Блонди испразнио ноћ пре. Блонди тада открива како на правом гробу пише: „Непознат, одмах до гроба Арча Стентона“. Почиње копати и тражити плен из гроба и схвата како Блонди стоји до њега држећи омчу. Након што је ставио омчу на Туков врат, разапиње уже на оближње стабло, а Туко стоји на нестабилном дрвеном крсту једног од гробова. Блонди узима половину плена и одлази на коњу, док Туко преклиње за помоћ. У драматичном завршетку, Блонди се окреће и пуца погађајући уже изнад Тукове главе, као што је то радио у време док су били партнери. Ослободивши га тако последњи пут, одлази док га Туко бијесно проклиње.

## Улоге
- Клинт Иствуд као Блонди: Добар, Човјек без имена, флегматични ловац на главе који се бори с Туком и Анђеоским Очима како би пронашао закопано злато усред обрачуна Сјевера и Југа у Америчком грађанском рату. Блонди и Туко одржавају везу која често варира од љубави до мржње. Туко зна име гробља где је благо скривено, али Блонди зна име гроба у којем је закопано, што их присиљава да раде заједно како би пронашли злато. Без обзира на своју похлепу, евидентно је да Блонди жали за војницима који умиру у хаосу рата. „Никад нисам видио толико убијених људи“, каже. Телевизијска серија „Сирова кожа“ завршила је с емитовањем 1965. године, а дотада ниједан Иствудов италијански филм није приказан у Америци. Кад му је Леоне понудио улогу у свом сљедећем филму морао је са супругом отпутовати у Калифорнију како би наговорио Иствуда да прихвати улогу. Два дана послије, Иствуд је пристао снимити филм за 250.000 долара уз 10 посто профита од зараде на тржишту Северне Америке - договор с којим Леоне није био задовољан.

- Ли Ван Клиф: Лош, окрутни, немилосрдни убица зван „Анђеоске Очи“, убија све који му се нађу на путу. Кад су Блонди и Туко заробљени као војници Конфедерације, Анђеоске Очи се представио као официр Уније који их испитује и мучи, напокон сазнаје име гробља гдје је закопано злато, али не и име које стоји на надгробном споменику. Анђеоске Очи успоставља климаво партнерство с Блондијем и Туком, који ће се окренути против њега чим добију прилику. Леоне је хтио да Чарлс Бронсон одигра ову улогу, али је овај већ био заузет снимањем филма Дванаесторица жигосаних (1967). Леоне се након тога одлучио за поновну сарадњу са Ван Клифом: „Помислио сам како је Ван Клиф прво одиграо улогу романтичног јунака у филму За долар више. Допала ми се идеја да одглуми потпуно супротан лик.“

- Илај Волак као Туко: Зао. Комични, будаласт и брбљав разбојник којег траже власти. Туко успијева сазнати име гробља на којем је закопано злато, али не зна име гроба - то зна само Блонди. Овај однос присиљава Тука да невољно постане Блондијев партнер. Редитељ је прво хтио ангажовати Ђана Марију Волонтеа за улогу Тука, али је осјетио како за ову улогу треба некога ко има „природан талент за комедију“. На крају, Леоне је узео глумца Илаја Волака због његове улоге у филму Како је освојен Дивљи запад (1962), посебно због сцене на жељезничкој станици. Леоне се састао с Волаком у Лос Анђелесу, а овај је био скептичан у погледу тога да поново глуми сличну улогу, али пошто му је Леоне показао уводне секвенце филма За долар више, Волак је рекао: „Кад да дођем?“ Двојица мушкараца су се одлично слагала, с обзиром на то да су дијелили сличан смисао за хумор. Леоне му је допустио да унесе неколико промјена у улогу, које су се односиле на одјећу и неке гестове. Иствуд и Ван Клиф убрзо су схватили како је улога Тука јако драга Леонеу и да су он и Волак постали добри пријатељи. Ван Клиф је запазио: „Туко је једини лик у филму о којем публика све сазнаје. Сусрећемо се с његовим братом и откривамо одакле је дошао и зашто је постао разбојник. Али Клинтов и мој лик остају мистерија.“

### Остале улоге
| Глумац            | Улога                              |
| ----------------- | ---------------------------------- |
| Алдо Ђуфре        | Капетан Уније                      |
| Марио Брега       | Каплар Волас                       |
| Антонио Казале    | Џексон                             |
| Луиђи Пистили     | Отац Пабло Рамирез                 |
| Антонио Касас     | Стивенс                            |
| Рада Расимов      | Марија                             |
| Ал Малок          | Једноруко ловац на уцјене          |
| Клаудио Скаркили  | Ловац на уцјене у напуштеном граду |
| Серхио Мендизабал | Плавокоси ловац на уцјене          |
| Џон Барта         | Шериф                              |
| Сандро Скаркили   | замјеник шерифа                    |
| Молино Рочо       | Капетан Харпер                     |
| Бенито Стефанели  | члан банде Анђеоских Очију         |
| Алдо Самбрел      | Члан банде                         |
| Лоренцо Робледо   | Члан банде                         |
| Енцо Петито       | власник бакалнице                  |
| Ливио Лоренцон    | Бејкер                             |